# Argentina en la Copa Mundial de Rugby de 1987
La Selección de rugby de Argentina fue una de los 16 países invitados por World Rugby, que participaron de la Copa Mundial de Rugby de 1987 que se realizó principalmente en Nueva Zelanda.
En su primera participación, los Pumas resultaron eliminados en la fase de grupos tras perder dos de sus partidos. Es el mejor rendimiento del seleccionado en la era amateur.

## Plantel
Los asistentes de Héctor Silva fueron Ángel Guastella y Aitor Otaño. En el primer partido se lesionó Martín Yangüela y fue reemplazado por Marcelo Faggi.
|                          | Jugador            | Edad    | Posición      | Tests | Equipo                             |
| ------------------------ | ------------------ | ------- | ------------- | ----- | ---------------------------------- |
| Hookers y Pilares        |                    |         |               |       |                                    |
| 2                        | Diego Cash         | 25 años | Hooker        | ?     | San Isidro Club                    |
|                          | Julio Clement      | 24 años | Hooker        | ?     | Club Universitario de Santa fe     |
| 1                        | Serafín Dengra     | 26 años | Pilar         | ?     | Wests Rugby                        |
| 3                        | Luis Molina        | 27 años | Pilar         | ?     | Tucumán Lawn Tennis Club           |
|                          | Fernando Morel     | 28 años | Pilar         | ?     | Club Atlético de San Isidro        |
|                          | Hugo Torres        | 25 años | Pilar         | 0     | Tala Rugby Club                    |
| Segundas líneas          |                    |         |               |       |                                    |
| 4                        | Eliseo Branca      | 29 años | Segunda línea | ?     | Club Atlético de San Isidro        |
| 5                        | Sergio Carossio    | 24 años | Segunda línea | ?     | Olivos Rugby Club                  |
|                          | Roberto Cobelo     | 24 años | Segunda línea | ?     | Club Atlético de San Isidro        |
|                          | Gustavo Milano     | 26 años | Segunda línea | ?     | Jockey Club de Rosario             |
| Alas y Octavos           |                    |         |               |       |                                    |
| 6                        | Jorge Allen        | 30 años | Ala           | ?     | Club Atlético de San Isidro        |
|                          | José Mostany       | 24 años | Ala           | ?     | Club Manuel Belgrano               |
| 7                        | Alejandro Schiavio | 26 años | Ala           | ?     | Club Pueyrredón                    |
| 8                        | Gabriel Travaglini | 28 años | Octavo        | ?     | Club Atlético de San Isidro        |
| Medios scrum             |                    |         |               |       |                                    |
|                          | Marcelo Faggi      | 22 años | Medio scrum   | 0     | Estudiantes de Paraná              |
| 9                        | Fabio Gómez        | 21 años | Medio scrum   | ?     | Club Banco Nación                  |
|                          | Martín Yangüela    | 25 años | Medio scrum   | ?     | Club Pueyrredón                    |
| Aperturas y Centros      |                    |         |               |       |                                    |
| 13                       | Diego Cuesta Silva | 24 años | Centro        | ?     | San Isidro Club                    |
|                          | Rafael Madero      | 28 años | Centro        | ?     | San Isidro Club                    |
|                          | Julián Manuele     | 20 años | Apertura      | 0     | La Plata Rugby Club                |
| 10                       | Hugo Porta         | 35 años | Apertura      | ?     | Club Banco Nación                  |
| 12                       | Fabián Turnes      | 22 años | Centro        | ?     | Club Banco Nación                  |
| Fullbacks y Wings        |                    |         |               |       |                                    |
|                          | Guillermo Angaut   | 22 años | Fullback      | ?     | La Plata Rugby Club                |
| 14                       | Marcelo Campo      | 29 años | Wing          | ?     | Club Pueyrredón                    |
| 11                       | Juan Lanza         | 23 años | Wing          | ?     | Club Universitario de Buenos Aires |
|                          | Pedro Lanza        | 25 años | Wing          | ?     | Club Universitario de Buenos Aires |
| 15                       | Sebastián Salvat   | 20 años | Fullback      | ?     | Asociación Alumni                  |
| Entrenador: Héctor Silva |                    |         |               |       |                                    |

## Participación
Argentina integró el Grupo C con los locales, superpotencia y favoritos: All Blacks, el físicamente duro Fiyi y la regular Italia.

### Grupo C
| Equipo        | Jug. | Gan. | Emp. | Perd. | A favor | En contra | Puntos |
| ------------- | ---- | ---- | ---- | ----- | ------- | --------- | ------ |
| Nueva Zelanda | 3    | 3    | 0    | 0     | 190     | 34        | 6      |
| Fiyi          | 3    | 1    | 0    | 2     | 56      | 101       | 2      |
| Argentina     | 3    | 1    | 0    | 2     | 49      | 90        | 2      |
| Italia        | 3    | 1    | 0    | 2     | 40      | 110       | 2      |
| 24 de mayo de 1987 | Argentina                            | 9 – 28 (0-13) | Fiyi                                                                                    | Estadio Waikato, Hamilton,                              |                                                         |
|                    | Try: Try penal Con: Porta Pen: Porta |               | Tries: Gale Naivilawasa Nalaga Savai Con: (2) Koroduadua Rokowailoa Pen: (2) Koroduadua | Asistencia: 13.000 espectadores Árbitro(s): Jim Fleming | Asistencia: 13.000 espectadores Árbitro(s): Jim Fleming |

| 28 de mayo de 1987 | Argentina                                   | 25 – 16 (10-3) | Italia                                                  | Lancaster Park, Christchurch,                               |                                                             |
|                    | Tries: Lanza Gómez Con: Porta Pen:Porta (5) |                | Tries: Innocenti Cuttitta Con: Collodo Pen: (2) Collodo | Asistencia: 2.000 espectadores Árbitro(s): Roger Quittenton | Asistencia: 2.000 espectadores Árbitro(s): Roger Quittenton |

| 1 de junio de 1987 | Nueva Zelanda                                                             | 46 – 15 (17-9) | Argentina                            | Athletic Park, Wellington,                                   |                                                              |
|                    | Tries: Kirk Brooke Stanley Earl Crowley Whetton Con: Fox (2) Pen: Fox (6) |                | Try: Lanza Con: Porta Pen: (3) Porta | Asistencia: 30.000 espectadores Árbitro(s): Roger Quittenton | Asistencia: 30.000 espectadores Árbitro(s): Roger Quittenton |

## Legado
Esta participación es considerada un sorprendente fracaso, debido a que el seleccionado había obtenido victorias contra los Springboks (representando a Sudamérica XV), los Wallabies y Francia en esa década por primera vez en la historia, ganando respeto en el Mundo y por esto se esperaba más de ellos. Porta diría que subestimaron a Fiyi.
Branca y los argentinos en general, criticaron que no se convocó a jugadores clave como: Andrés Courreges, Alejandro Iachetti, Marcelo Loffreda, Bernardo Miguens, Tomás Petersen y Ernesto Ure. Meses después, Rodolfo O'Reilly (reemplazante de Silva) convocó a estos jugadores como reconocimiento a sus ausencias, para la visita de Australia.